# Курень (Ивановская область)
Курень — село в Заволжском районе Ивановской области России. Входит в состав Волжского сельского поселения.

## История
В 1981 году Указом Президиума Верховного Совета РСФСР поселок гравийного карьера переименован в Курень.

## Население
| 2010 |
| ---- |
| 101  |